# 橋本和 (声優)
橋本 和（はしもと のどか、3月13日 - ）は、日本の女性声優。スリートゥリー所属。

## 略歴
好きな男の子のキャラクターの声優が女性と知ったことで声優を目指した。 

## 人物
調理師免許、食育インストラクターの資格を持つ。

## 出演

### テレビアニメ
- 旦那が何を言っているかわからない件（2015年、ホモォたち）
- あっくんとカノジョ（2018年、サラ）
- おしゃべり唐揚げあげ太くん（2019年、くーちゃん 明太子もんじゃ）

### ドラマCD
- DUEL!（2017年）

### 吹き替え
- アウトサイダー (2016年の映画)（ドイツ語版）
- アンデッド刑事〈デカ〉野獣捜査線（英語版）（シスター）
- ゲート・オブ・キングダム 王の帰還（シニード）
- ファンタズムIII（英語版）
- 共謀家族（アンアン）
- ザ・レイク（メイ）

### テレビ番組
- ちばちば吞み!!（2025年3月 - 4月、千葉テレビ）- 番組MC[3][4]

### ラジオ
※はインターネット配信。
- 鷲崎健の王様は退屈じゃ!（2015年 - 2016年、ラジオ関西）
- 橋本和 のどからノノノのノノノ!（2019年 - 、TOKYO FM）[5][6]
- 文化放送 超!A&G＋「伊福部崇のラジオのラジオ」（2021年[7] - 2022年） - アシスタント
- 鷲崎健・橋本和 王様とラッパ（2022年 - 、ラジオ関西）

### 舞台
- 萬腹企画「V-e ヴォイス・エレメント」（2019年9月4日 - 9月8日、上野ストアハウス）

### その他コンテンツ
- 鎌倉チュロス「チュロスの作り方 おうちで簡単!手作りチュロスキット」（2021年） ※実写出演[8]
- 橋本和の 声のお仕事、がんばるばい!!（2022年7月10日 - 、seigura.com コラム連載） ※4コマ漫画[9]

## ディスコグラフィ

### 配信シングル
|     | 発売日        | タイトル  | 備考                                                                                             |
| --- | ------------- | --------- | ------------------------------------------------------------------------------------------------ |
| 1st | 2023年12月4日 | 夏雲color | ラジオ関西 アニたまSHOP ダウンロードカード スリートゥリー運営 ショップ スリー ダウンロードカード |